# Château de Broydenborg
Le château de Broydenborg est un château situé dans le faubourg industriel de Hoboken, dans la banlieue sud-ouest de la ville d'Anvers en Belgique (Région flamande).

## Histoire
En 1540, Balthasard van Wissenborch fit construire le château dans un style Renaissance.
En 1688, le château appartient à Marie Tholinckx, veuve de Gilles du Bois (1618-1687), seigneur d'Aische-en-Refail. Il passa par héritage aux Heuvel, puis à la famille de Fraula. Marie-Suzanne van Colen, fille de la vicomtesse de Fraula de Rosierbois, le transmit à son fils unique, le financier Simon de Neuf, seigneur d'Hoogelande. Anne-Henriette de Neuf d'Aische, mariée au comte Charles-Ignace d'Oultremont de Wégimont (1753-1803), le transmit à son fils Émile d'Oultremont.
Le comte Émile d'Oultremont le vendit au banquier Joseph Verbist. Adrien-Eugène van der Beken-Pasteel (1841-1916), greffier de la province d'Anvers et député permanent, l'acquiert ensuite.